# Anii 960
Secole: Secolul al IX-lea - Secolul al X-lea - Secolul al XI-lea
Decenii: Anii 910 Anii 920 Anii 930 Anii 940 Anii 950 - Anii 960 - Anii 970 Anii 980 Anii 990 Anii 1000 Anii 1010
Ani: 960 | 961 | 962 | 963 | 964 | 965 | 966 | 967 | 968 | 969